# 罗伯托·巴拉多
罗伯托·巴拉多（西班牙語：Roberto Balado，1969年2月15日—1994年7月2日），古巴男子拳击运动员。他曾代表古巴参加1992年夏季奥林匹克运动会拳击比赛，获得一枚金牌。他也曾参加1991年泛美运动会。